# メリー・ジェーンの災難

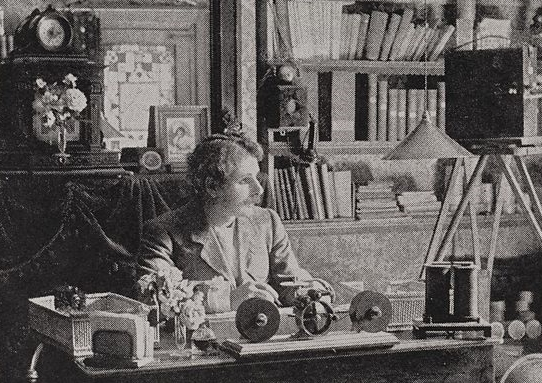
ジョージ・アルバート・スミス

『メリー・ジェーンの災難』（めりー・じぇーんのさいなん、原題：Mary Jane's Mishap）は、1903年頃にイギリスで製作・公開された短編映画である。モノクロ、サイレント。監督・製作はジョージ・アルバート・スミスで、主人公のメリー・ジェーンを演じたローラ・ベイリーはスミス監督の妻である。別邦題に『メアリ・ジェーンの災難』などがある。
スミスは「ブライトン派」と呼ばれる、技術・演出面で先駆的な作品を作っていったイギリスの監督の一人で、1900年の『おばあさんの虫眼鏡』などでクローズアップの使用に試みている。当時の作品が全景ショットでワンシーンワンショット構成が中心の中、本作でもクローズアップを使用しており、ロングショットと交互に繋げてシーンを構成させ、一つのシーンを複数のショットで組み合わせている。ラストでは二重露光が用いられている。

## あらすじ
お茶目で間抜けな家政婦メリー・ジェーンは、かまどに灯油を入れて火を点けようとして爆発させてしまい、煙突から吹き飛ばされて体がばらばらになる。後、「かまどに灯油を入れた女 メリー・ジェーン ここに眠る」と彫られた墓に数人がお参りに来るが、そこに幽霊となったメリーが現れ、灯油缶を見つけると彼女はまた墓に戻る。

## 登場人物
- メリー・ジェーン（主役、演：ローラ・ベイリー）
- 墓の掃除をする老人
- 墓に参る人々

## プロダクション
『メリー・ジェーンの災難』はエジソン・マニュファクチャリング・カンパニーが1901年に制作した『ブリジット・マッキーンの最期』からインスピレーションを得たといわれているが、ブライトン・スクール (en:Brighton School (filmmaking)) の映画製作に典型的なブラックジョークを含む斬新な内容を含むように一部分がクローズアップされている。
『メリー・ジェーンの災難』は、ホヴのセント・アンズ・ウェル・ガーデンズ (en:St. Ann's Well Gardens, Hove) にあるスミス自身が所有していたスタジオで撮影された。ほとんどの映画史家はこの映画の撮影・製作が1903年8月に行われたと主張しているが、ジョン・バーンズ (en:John Barnes(film historian)) は代わりに1902年8月との見解を出したという。

## 評価
バーンズは、「これは最初の近代映画と考えられる」と書き残し、「映画技術に関しては時代をはるかに先取りしている」と評価している。